# Quattro Canti (Paternò)
I Quattro Canti (Quattru Canti in siciliano) è il nome con il quale viene indicata una piazza del centro storico di Paternò in provincia di Catania, un tempo denominata appunto piazza Quattro Canti o Quattro Gambe, che oggi, secondo la toponomastica ufficiale del Comune, è la piazza Regina Margherita.
Realizzata in stile architettonico barocco ma con elementi neoclassici e in modo uniforme, prese l'attuale forma verso il 1874 - periodo in cui la città etnea subì notevoli mutamenti urbanistici - e fu così chiamata dalla intersecazione della via Ferdinandea (attuale via Vittorio Emanuele) e della via del Cassero Vecchio (attuale via Garibaldi). La definizione di "Quattro Canti" nasce quindi dall'incrocio tra queste due strade, che formano quattro angoli nella piazza. Il progetto si ispirò ai Quattro Canti di Palermo, realizzati due secoli prima.
A Paternò i Quattro Canti rappresentano una sorta di frattura nell'immagine della via Ferdinandea o "strada dritta". Il tratto che conduce alla piazza Indipendenza divenne la strada principale, mentre il tratto più esterno fu pavimentato nel 1884 come segno della sua promozione a strada trionfale della borghesia locale, che vi costruì i propri palazzotti, conclusa dal giardino pubblico, l'attuale villa Moncada.
Con l'apertura del secondo tratto della via Etnea (l'attuale via Giovan Battista Nicolosi), gli angoli della piazza da quattro passarono a sei, e successivamente con la chiusura di un tratto della via del Cassero Vecchio, si ridussero a cinque, ma ciò nonostante a tutt'oggi è rimasta la tradizionale definizione di «Quattro Canti».

## Rappresentazioni nella cinematografia
La piazza è stata un set de La matassa di Ficarra e Picone e Giambattista Avellino. Il "canto" di nord-est è la facciata dell'albergo Geraci.